# Albert Karchow
Albert Rudolf Karchow (* 23. Juli 1866 in Berlin; † 10. Mai 1945 in Potsdam) war ein deutscher Schauspieler bei Bühne und Film.

## Leben und Wirken
Der Sohn des Kaufmanns Paul Friedrich Karchow und seiner Frau Marie, geb. Vermeng, ergriff nach einer Gymnasialausbildung zunächst den Beruf seines Vaters, ehe er sehr spät zur Schauspielerei stieß. Für die Spielzeit 1909/10 ist Karchows erstes Festengagement nachzuweisen, das ihn sogleich an das renommierte Deutsche Theater Berlin zu Max Reinhardt führte. Hier stand er für Reinhardts filmische Umsetzung der Pantomime Sumurun mit dem Part des Obereunuchen im Jahre 1910 auch erstmals vor einer Filmkamera. Karchow blieb bis 1913 dem Deutschen Theater verbunden, verschwand dann aber schließlich genauso schlagartig aus dem Blickfeld der theaterinteressierten Öffentlichkeit wie er aufgetaucht war. In diese Jahre fällt auch die Ausbildung des Sohnes Ernst aus der Ehe mit der anderthalb Jahre jüngeren Margarethe Bauermeister, der an der Seite seines Vaters in der Spielzeit 1911/12 am Deutschen Theater seinen Einstand als Bühnenschauspieler gab. Außer ihm entstammten der Ehe noch drei weitere Söhne.
Albert Karchow machte erst wieder ab Ende der 1920er Jahre ein wenig von sich reden, als er mit kleinen Filmrollen regelmäßig vor die Kamera trat. Man sah ihn unter anderem als Makler in Skandal in Baden-Baden an der Seite von Brigitte Helm, mit einem Chargenpart in Fritz Langs Leinwandklassiker M, als Dorfschulze in Wenn am Sonntagabend die Dorfmusik spielt, als Prozesszuschauer an der Seite Pola Negris in dem Mutterdramolett  Mazurka sowie mehrfach an der Seite der Leinwandidole Willy Fritsch (Hokuspokus, Amphitryon – Aus den Wolken kommt das Glück, Glückskinder, Sieben Ohrfeigen, Die Geliebte, Anschlag auf Baku) und Heinz Rühmann (Der Mann, der Sherlock Holmes war, Nanu, Sie kennen Korff noch nicht?). Karchow stand 1944 in der Gottbegnadeten-Liste des Reichsministeriums für Volksaufklärung und Propaganda.
Karchow war ab 1924 in zweiter Ehe mit Helene Hipauf verheiratet. Er starb 1945 zwei Tage nach Kriegsende in seiner Wohnung in Potsdam-Babelsberg an einem Lungenödem.

## Filmografie
- 1910: Sumurun
- 1927: Frau Sorge
- 1928: Der alte Fritz (2 Teile)
- 1928: Skandal in Baden-Baden
- 1928: Geheimnisse des Orients
- 1928: Die Dame mit der Maske
- 1928: Sensations-Prozess
- 1928: Hurra! Ich lebe!
- 1928: Der geheime Kurier
- 1928: Robert und Bertram
- 1929: Wir halten fest und treu zusammen
- 1929: Jenseits der Straße
- 1930: Liebeswalzer
- 1930: Die heiligen drei Brunnen
- 1930: Die letzte Kompagnie
- 1930: Hokuspokus
- 1930: Va Banque
- 1930: Drei Tage Mittelarrest
- 1930: Susanne macht Ordnung
- 1930: Das gestohlene Gesicht
- 1931: D-Zug 13 hat Verspätung
- 1931: M
- 1931: Der brave Sünder
- 1931: Schützenfest in Schilda
- 1931: Keine Feier ohne Meyer
- 1932: Strafsache van Geldern
- 1933: Wenn am Sonntagabend die Dorfmusik spielt
- 1933: Wenn ich König wär!
- 1935: Mach mich glücklich
- 1935: Ein falscher Fuffziger
- 1935: Amphitryon – Aus den Wolken kommt das Glück
- 1935: Mazurka
- 1936: Glückskinder
- 1937: Sieben Ohrfeigen
- 1937: Madame Bovary
- 1937: Der Mann, der Sherlock Holmes war
- 1937: Meiseken
- 1937: Brillanten
- 1938: Das Verlegenheitskind
- 1938: Nanu, Sie kennen Korff noch nicht?
- 1938: Großalarm
- 1939: Der grüne Kaiser
- 1939: Die Geliebte
- 1941: U-Boote westwärts!
- 1942: Anschlag auf Baku
- 1944: Solistin Anna Alt